# Patrick Baladi
Patrick Bashir Baladi (ur. 25 grudnia 1971 w Sutton Coldfield) – brytyjski aktor i muzyk. Odtwórca roli księgowego Neila Godwina w sitcomie BBC Two Biuro (2001–2003).

## Filmografia

### Filmy
- 2004: Bridget Jones: W pogoni za rozumem jako Steward
- 2008: Po prostu miłość jako Simon
- 2009: The International jako Martin White
- 2010: StreetDance 3D jako pan Harding
- 2013: Wyścig jako John Hogan

### Seriale
- 2001: Morderstwa w Midsomer jako Steve Ramsey
- 2001: Na sygnale jako Gary Fox
- 2001–2003: Biuro (The Office) jako Neil Godwin
- 2003: EastEnders jako Dom
- 2004: Nowe triki jako Greg Johnson
- 2006: Moja rodzinka jako Tony
- 2006: Poirot jako Rowley Cloade
- 2008: No Heroics jako wyższy
- 2008: Milczący świadek jako Peter Ellis
- 2009: Hotel Babylon jako Ed Martyn
- 2010: Agatha Christie: Panna Marple jako Jonathan Frayn
- 2010: Na sygnale jako Sam Fulton
- 2012: Przekręt jako DI Sid Fisk
- 2013: Ripper Street jako Sidney Ressler
- 2013: Jo jako Serge Montaigne
- 2013: Waterloo Road jako Julian Noble
- 2017: Line of Duty jako Jimmy
- 2018-2019: Stacja Berlin jako Dominic Kingsbury
- 2019: Vera jako Ross Varsey
- 2019: Wojownik jako senator Crestwood
- 2020: Na sygnale jako Liam Barnett
- 2021: Milczący świadek jako Ron Radford